# Shure

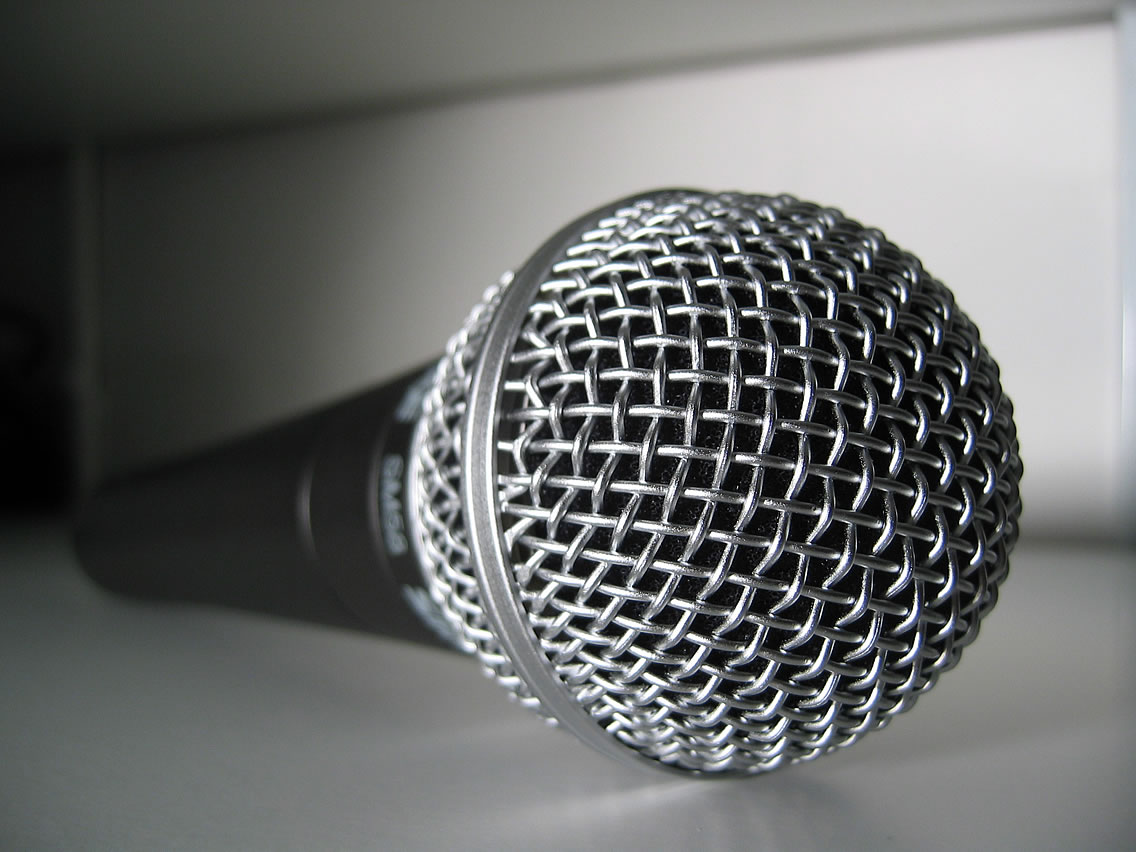
Shure SM58

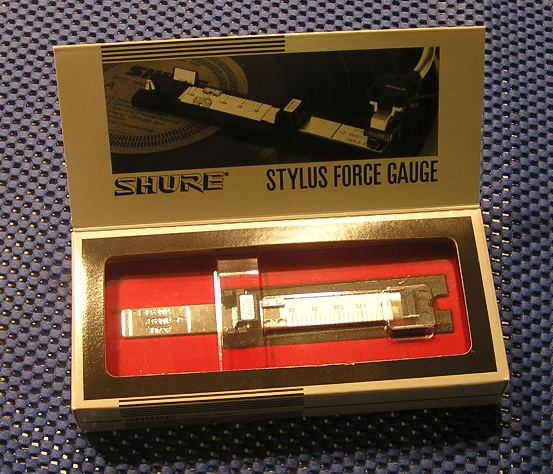
Shure Stylus Gauge – waga do pomiaru nacisku igły gramofonowej na płytę

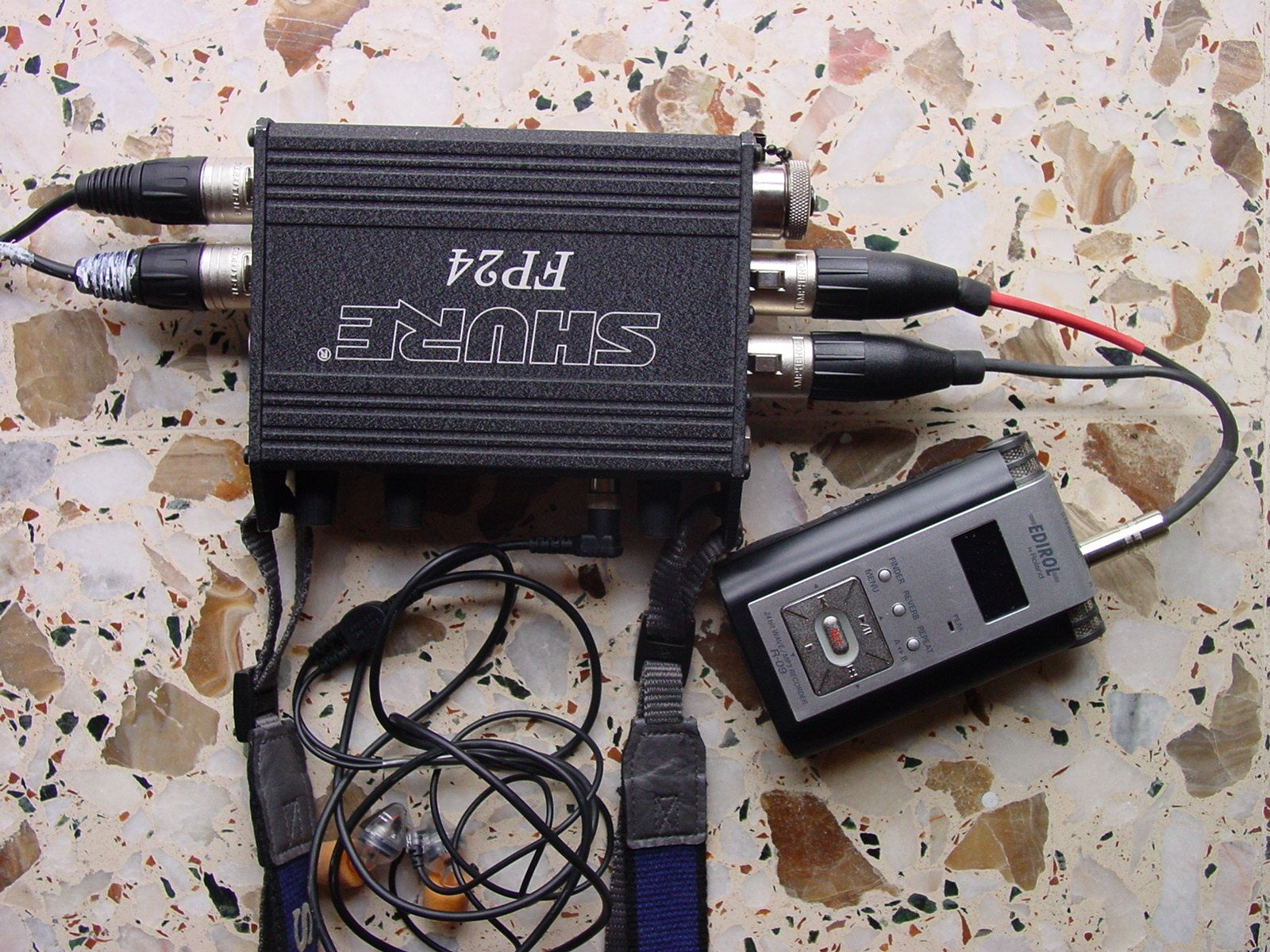
Mikser FP 24

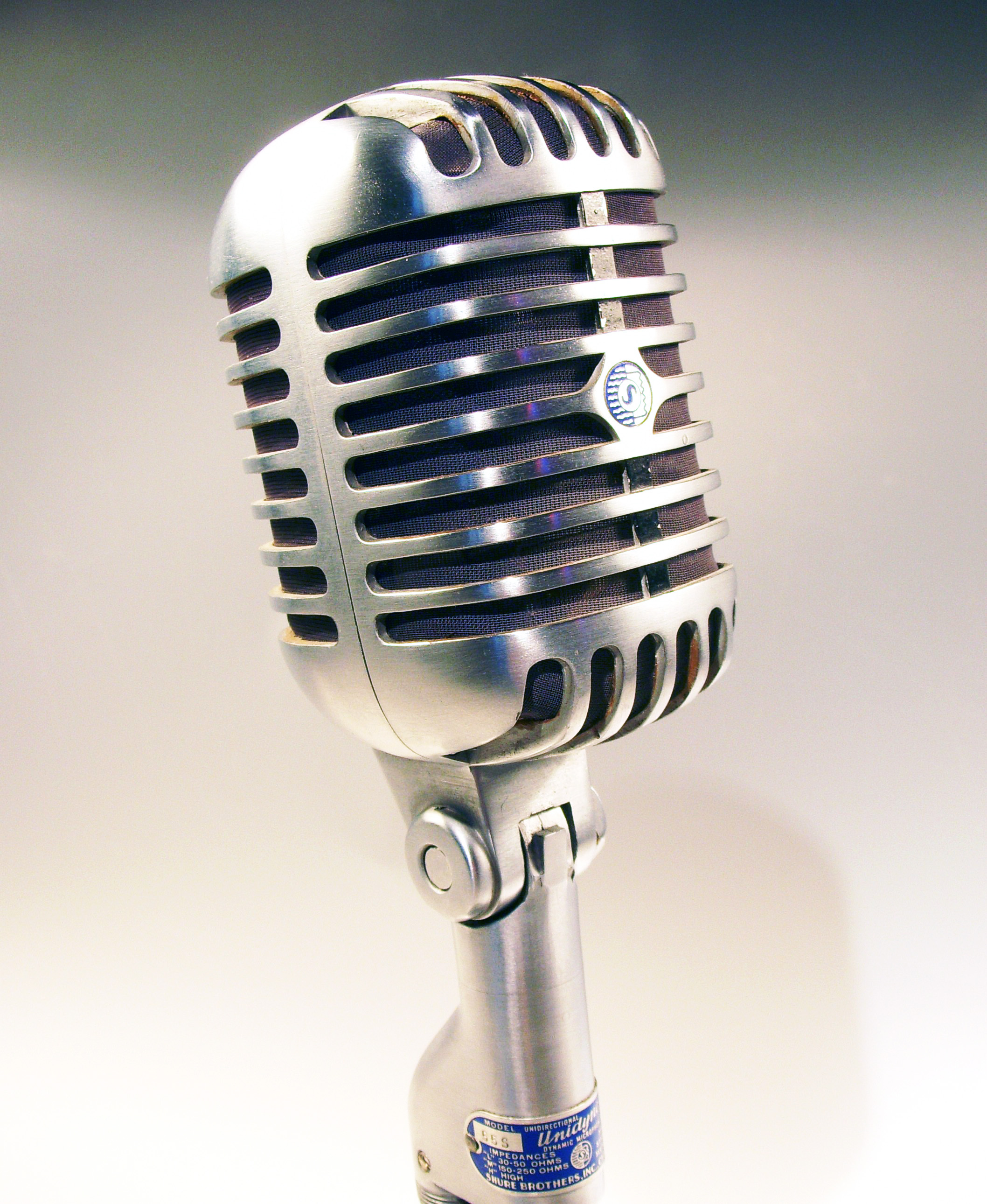
Shure 55S – często używany przez Elvisa Presleya

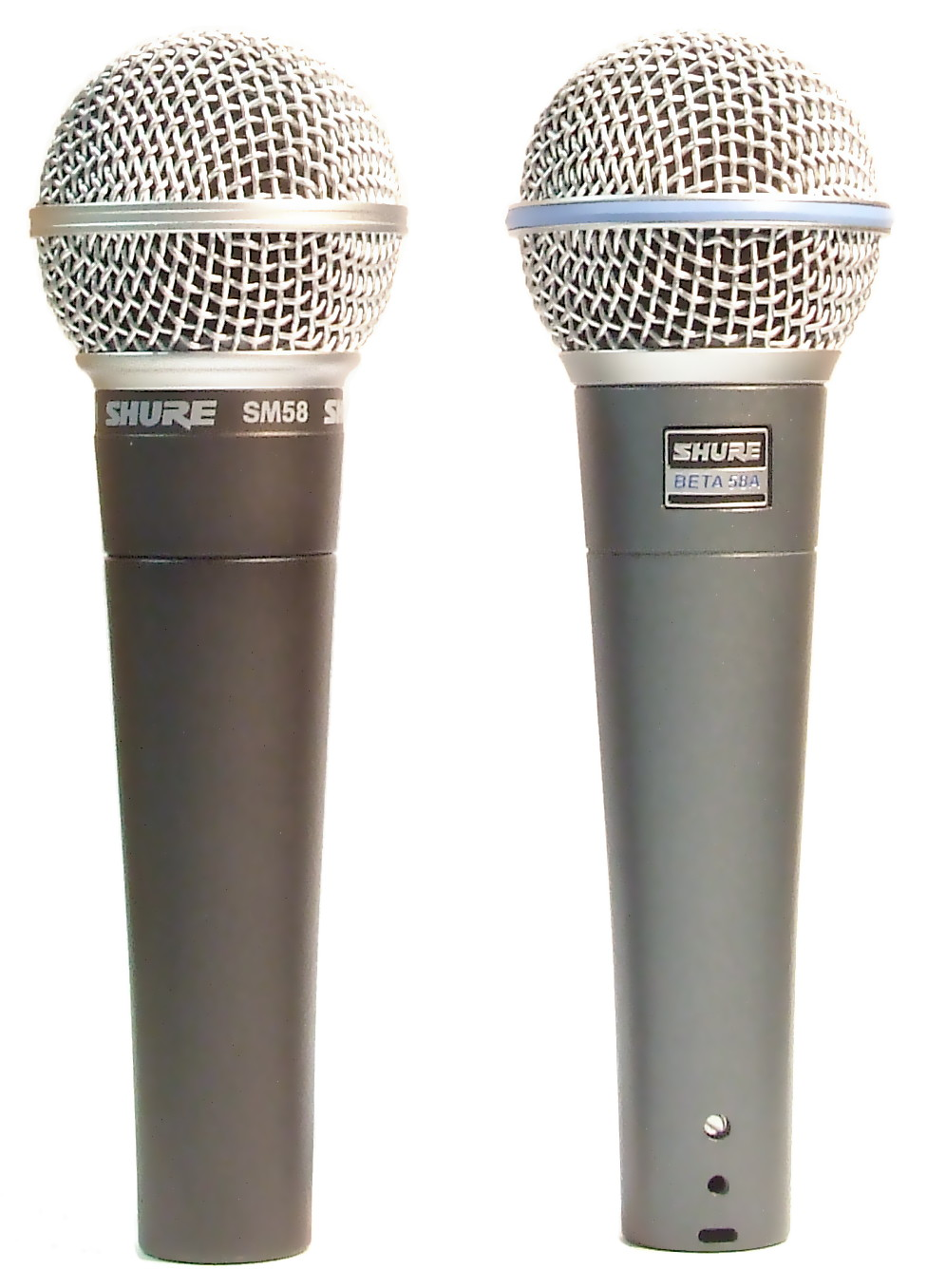
Shure SM58 i Shure Beta 58a

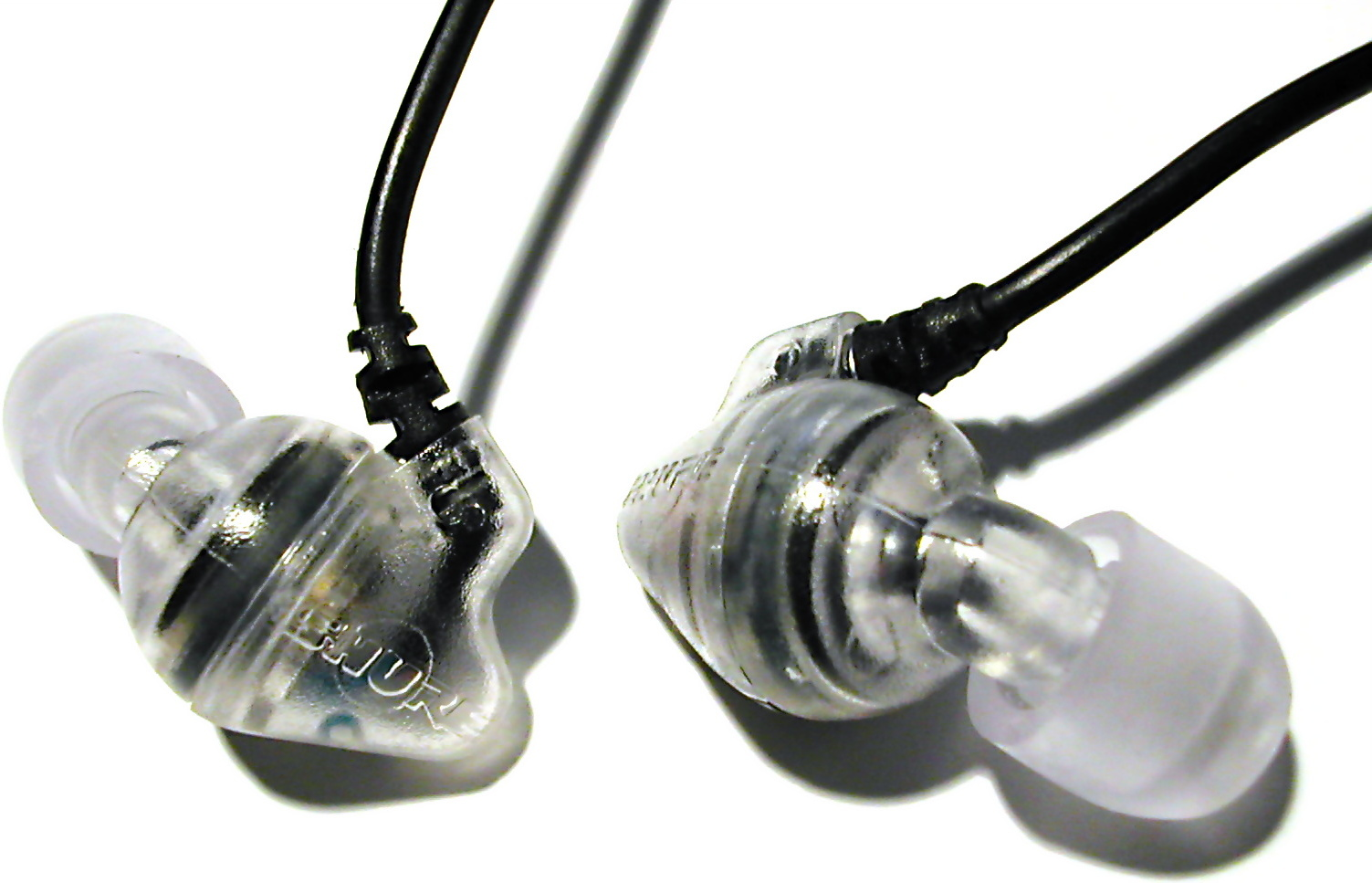
Słuchawki SHURE E2Cs

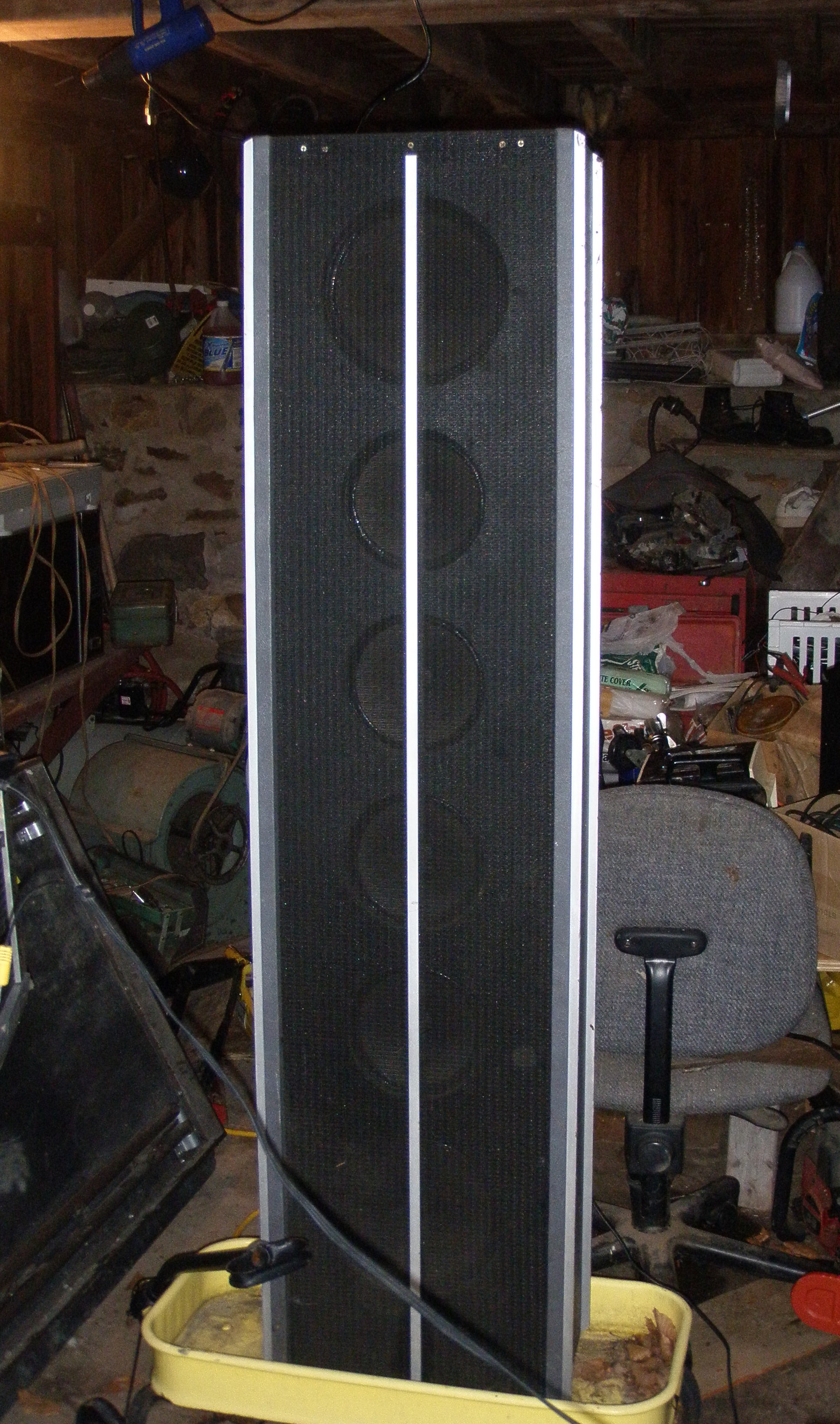
Kolumna głośnikowa Shure Vocal Master PA

Shure Incorporated – przedsiębiorstwo założone w 1925 roku, wytwarzające mikrofony, słuchawki, miksery, systemy bezprzewodowe, osobiste systemy monitoringu. W swojej ofercie firma posiada produkty do zastosowań profesjonalnych, biznesowych, jak i przeznaczone na rynek konsumencki.

## Historia
Przedsiębiorstwo zostało założone w 1925 roku przez Sidney Shure jako The Shure Radio Company początkowo z siedzibą w Chicago, a od 1956 w Evanston, skąd w 2003 roku przeniosło się do zaprojektowanej dla Shura siedziby w Niles.
Do roku 1933 Shure związany był z systemami radiowymi. Następnie przedsiębiorstwo zaczęło wytwarzać o mikrofony, systemy bezprzewodowe, osobiste systemy monitoringu, systemy dyskusyjne, miksery. W ostatnim czasie firma zajęła się produkcją słuchawek.

## Produkty

### Wkładki gramofonowe
W 1958 roku Shure jako jedna z pierwszych firm wprowadziła wkładki gramofonowe stereofoniczne przeznaczone do odtwarzania płyt winylowych (M 3D).
- M 35C, M 35 X, M 35 S, M 44 G, M 78 S, M 92 E, M 44-7
- N 35S, N 35 X
- SC 35C
- White Label

### Miksery
- FP 24, FP 32
- SCM 262, SCM 268, SCM 810E
- RKC 800

### Mikrofony
Pierwszy mikrofon marki Shure (33N) powstały w 1932 roku był mikrofonem węglowym. To właśnie on zrewolucjonizował radiofonię, zdominowaną poprzednio przez wielkie i drogie urządzenia. Tego typu mikrofonu Prezydent USA Franklin D. Roosevelt używał przy swoich cotygodniowych audycjach.
Seria 55S/55SH:
Ikony mikrofonowe lat pięćdziesiątych XX wieku choć nadal produkowane. Często określane jako Elvis Mic' ponieważ bardzo często tego typu mikrofonów używał Elvis Presley. Są to 55S, 55SH, 55SD.
Seria C:
- C606, C606 N, C606 WD, C607, C607 N, C608, C608 N

Seria Classic:
- 503BG, 514B, 522 (stołowy), 526T, 527B, 561 (gęsia szyja), 562, 577B – Instalacyjne
- 515SA
- 520D, 520DX – stosowany przy harmonijce
- 545 SD, 545S-DLC – zbieranie instrumentów i nagłośnienie prelegentów
- 565 D, 565 SD, 565 SD-LC, 588 SDX – znakomity mikrofon dla lektorów, śpiewaków na scenie, na mównicach, w kościołach i szkołach
- 8900

Seria KSM:
Mikrofony Shure serii KSM wykorzystuje się głównie w studiach dźwiękowych, nagraniowych. Seria ta obejmuje mikrofony KSM 27 KSM, KSM32, KSM44, KSM44SL, KSM109, KSM137, KSM141, KSM144, KSM313, KSM353. Niedawno zadebiutował KSM9.
Seria Performance Gear (PG):
Mikrofony serii PG stosowane są przy dogłaśnianiu dźwięku instrumentów. Są to: PG27, PG27USB, PG30 (mikrofon nagłowny), PG42, PG42USB, PG48, PG52, PG56, PG57, PG58, PG81, PG185.
Seria SM/Beta SM:
SM58 używana jest na całym świecie podczas wszelkiego rodzaju wydarzeń, koncertów itp. od 1966 roku. W 1988 roku wprowadzono Beta SM. SM57 i SM58 oraz ich bardziej nowoczesne warianty Beta 57A i Beta 58A to tylko niektóre z najczęściej używanych na świecie mikrofonów stosowane przy wokalu i instrumentach.
- SM7 i SM7B – mikrofon wokalny przeznaczony do transmisji na żywo lub lektora, ale także instrumentów o niskim natężeniu częstotliwości (bas, gitara basowa).
- SM48, SM58, SM86, SM87A, SM87C, Beta 58A, Beta 87A, Beta 87C – używane przede wszystkim do wokalu.
- SM57, Beta57a – mikrofony używane do nagłośnienia wzmacniaczy gitarowych, perkusji (najczęściej werbla, djembe etc), instrumentów dętych itp.
- SM81 i SM94 – podgłośnienie smyczków, pianin, perkusji, mikrofonów napowietrznych oraz dużych chórów.
- SM93 stosuje się w takich momentach, kiedy mikrofon musi być jak najmniej widoczny.
- Beta 52 – mikrofon o wysokich parametrach i niskiej częstotliwości.
- Beta 52A, Beta 56, Beta 91,  Beta 98 D/S, Beta 98 H/C – najczęściej używane mikrofony perkusyjne.
- Beta 53, Beta 54 – mikrofony nagłowne

Seria SV:
- SV100, SV200

Seria WL:
Mikrofony miniaturowe, przypinane:
- WL50, WL50T, WL50W, WL93, WL93T, WL93-6, WL183, WL184, WL185 – produkcja wideo, teatrów, filmów, przypinane do krawatów, koszuli.

### Mikrofony bezprzewodowe
VHF Technology:
Mikrofony bezprzewodowe pracujące na wysokich częstotliwościach. Są to serie T i LX.
Seria T:
- T4V (bezprzewodowy nadajnik T1 + mikrofon 93 + odbiornik T4V)

UHF Technology:
Mikrofony bezprzewodowe pracujące na ultra wysokich częstotliwościach. Są to serie UT, PG, PGX, SLX, ULX, ULX Professional, UHF, UHF-R.
System PG:
- Wireless Headset (Mikrofon nagłowny PG30TQG + nadajnik osobisty PG1 + odbiornik dwuantenowy PG4)
- Wireless Lavalier (Mikrofon lavalier PG185 + nadajnik osobisty PG1 + odbiornik dwuantenowy PG4)
- Wireless Guitar (Nadajnik osobisty PG1 + odbiornik dwuantenowy PG4)
- Wireless Vocal (Mikrofon PG24 lub PG58 + odbiornik dwuantenowy PG4)

System PGX:
- PGX14
- PGX14/85 (Mikrofon PG185' + nadajnik osobisty PG1 + odbiornik dwuantenowy PG4)
- PGX14/WL93 (Mikrofon WL93 + nadajnik osobisty PG1 + odbiornik dwauantenowy PG4)
- PGX24/PG58 (Mikrofon PG58 + odbiornik PGX4)
- PGX24/SM58 (Mikrofon SM58 + odbiornik PGX4)
- PGX24/SM86 (Mikrofon SM86 + odbiornik PGX4)
- PGX24/Beta SM58 (Mikrofon Beta SM58 + odbiornik PGX4)

System SLX:
- SLX14 (Nadajnik paskowy SLX1 + odbiornik SLX4) – system bezprzewodowy gitarowy
- SLX24/Beta 58 (Mikrofon Beta 58 + nadajnik SLX2 + odbiornik SLX4)
- SLX24/Beta 86 (Mikrofon Beta 86 + nadajnik SLX2 + odbiornik SLX4)
- SLX24/Beta 87A (Mikrofon Beta 87A + nadajnik SLX2 + odbiornik SLX4)
- SLX24/Beta 87C (Mikrofon Beta 87C + nadajnik SLX2 + odbiornik SLX4)
- SLX24/SM58 (Mikrofon SM58 + nadajnik SLX2 + odbiornik SLX4)

System ULX:
- ULX24/Beta 58A (Mikrofon Beta 58A + nadajnik ULX2 + odbiornik ULX4P)
- ULX24/Beta 87A (Mikrofon Beta 87A + nadajnik ULX2 + odbiornik ULX4P)
- ULX24/Beta 87C (Mikrofon Beta 87C + nadajnik ULX2 + odbiornik ULX4P)
- ULX24/SM 58 (Mikrofon SM 58 + nadajnik ULX2 + odbiornik ULX4P)
- ULX24/SM 86 (Mikrofon SM 86 + nadajnik ULX2 + odbiornik ULX4P)
- ULX24/SM 87 (Mikrofon SM 87 + nadajnik ULX2 + odbiornik ULX4P)

### Słuchawki
Wprowadzono jako system osobistego odsłuchu danego wykonawcy/instrumentu. Narzędzie dla zawodowych realizatorów, muzyków, tych, których perfekcja dźwięku jest obsesją, do rejestracji, monitorowania, DJ, a także słuchania muzyki. Od czasu wprowadzenia słuchawek „SHURE” stało się niezależnym producentem produkującym iPody i odtwarzacze mp3.
Seria E:
- E2, E3, E4, E5, E500PTH

Seria I:
- I2C, I3C, I4C, I2C-T, I3C-T, I4C-T

Seria SCL:
- SCL2, SCL3, SCL4, SCL5

Seria SE:
- SE102, SE102MPA, SE110, SE110MPA, SE115, SE210, SE210MPA, SE310, SE420, SE420MPA, SE530, SE530PTH

Seria SRH:
- SRH 240, SRH240E, SRH 440, SRH 750 DJ, SRH 840, SRH 840 E,

### Eliminatory sprzężeń akustycznych
- DFR11EQ

### Kolumny głośnikowe
- Shure Vocal Master PA

### Monitory odsłuchowe
System osobistych monitorów odsłuchowych „Shure” wprowadził w 1997 roku (PSM 600). Pozwala on muzykom i zawodowym producentom audio dopracować wszystkie pliki muzyczne z minimalnym zniekształceniem.
- PSM 200, PSM 400, PSM 700, PSM 900 – profesjonalne zastosowania koncertowe, teatralne i telewizyjne

### Systemy konferencyjne
- Conference One C1-Di